# 龔永吉
龔永吉（14世紀—15世紀），字天民，浙江金華府義烏縣人，明朝政治人物。

## 生平
龔永吉是洪武二十九年舉人龔泰之子，擅長楷書，永樂十八年（1420年）中舉人，十九年（1421年）會試中副榜，入國子監讀書，宣德元年（1426年）授兵部職方司主事，有清慎名聲，曾跟隨明宣宗親征漢王朱高煦，正統元年（1436年）陞武選司郎中，不久被誣陷而遭謫戍平涼衛，二年（1437年）春天蒙古入侵，得兵部尚書王驥推薦任用，協助都督趙安、兵部侍郎柴車籌劃防守，九年（1444年）、十四年（1449年）兩次跟隨王驥征討往麓川、緬甸、孟養等地，班師後論功行賞，十四年（1449年）擢官大理寺少卿。
天順元年（1457年）三月，龔永吉陞為兵部右侍郎，旋即在六月改任南京禮部侍郎，八月再調為南京大理寺卿，當時休寧縣有土豪孫志靜謀殺縣民項仕和而奪去其妻，事發後賄賂官員脫罪，都察院送大理寺審錄，他覺得可疑而置之一旁，某晚回家經過太平堤遇上一隻鵝在肩輿不肯離去，他對鵝說：「若有冤可隨我至門。」回去後鵝卻不見了，他說：「這豈不是項仕和之冤麼？」翌日閱案果然發現疑點於是駁回，都御史蕭維禎遣派御史畢亨查核事實，將孫志靜正法；楊子江賊人劉千金以販鹽為名殺人劫財，官員不能制止，一日抓獲其部下，官員誣陷該人指其南市買賣有仇家百餘人，用刑迫其屈服，龔永吉詳得實情，疏陳該人冤屈獲釋。成化元年（1465年）十二月上疏乞骸得允，於是買舟東歸回鄉，行李只有琴書，他生平厚待他人，薄待自己，居家喜好吟詠，澹泊卻怡然自得，年七十三歲去世，賜葬祭如例，章綸為其墓題字，有「生既無慚，死亦何愧」的句子。

## 引用
1. 1 2  嘉慶《義烏縣志·卷十五·人物》：龔永吉，字天民，忠節公泰子，泰死靖難節，時方四歲，母傅氏矢節訓育，成童即嗜學，以《春秋》領永樂庚子鄉試，卒業太學，授兵部職方主事，護駕征樂安，調軍湖廣措置得宜，正統改元陞武選郎中，被誣謫戍平涼，丁巳北敵猖獗，以兵部尚書王驥薦得釋，同都督趙安北征功成復職，甲子隨驥南討麓川緬甸西巡延綏寧夏甘肅等處，己巳復從驥往麓川征勦苗蠻 凡兩討麓川，五征川夷，再伐苗蠻 ，擢大理少卿、兵部侍郎，改南京禮部，轉大理寺卿致仕。先是有滯獄休寧，土豪孫志靖與親人俞益謀殺細民項士和奪其妻，事覺賄執獄者謀脫其罪，經十餘年不決，一日都察院蕭維禎押送詳審，永吉疑之，晚過太平堤，忽隻鵝來止輿下，揮之不去，永吉謂鵝曰：｢爾豈有冤欲鳴耶，可隨我至門。」及至而鵝不見，永吉曰：「此非士和之冤耶？」蓋鵝與和音相協，次日閱卷遂駁回，維禎是之，差御史畢亨往勘其實，果志靖主謀益殺之，二人遂服罪。楊子江有賊劉千金，以販鹽為名遇者即殺之劫其財，當道不能制，一日獲其從者問，間誣指其南市買賣有仇者百餘人，迫於刑悉強服，永吉詳得實疏陳其冤俱獲釋；平生清介慎密，謀慮深遠，屢禆征伐囊無所畜，宣廟製秋水圖并詩賜之 詩曰：萬頃烟波，渺渺數行，旅雁飛飛，沙嘴黃蘆，歸棹渡頭，紅葉斜暉 ，少師楊士奇志其末，居家好吟詠，食貧澹然自適，人皆服其清節，年七十三卒，賜葬祭如例。
2. ↑  《御定佩文齋書畫譜·第四十一卷·書家傳二十》：龔永吉，字天民，義烏人。善楷書，得鍾王之法，永樂庚子舉於鄉，會試乙榜。
3. ↑  《國朝獻徵錄·卷六十九》：龔永吉，字天民，父泰以都給事中死建文之難，語具忠節錄，永吉領鄉薦，宣德丙午授職方主事，清慎有聲，嘗扈駕征樂安，正統改元丙辰春二月陞武選郎中，秋九月被誣謫戍平涼，二年丁巳春二月北虜犯邊，兵部尚書王公薦公可用，詔驛騎取之，時副總兵都督趙公安、兵部侍郎柴公車將兵出涼州，以公為佐軍執馘而還，公之籌策居多，夏六月復任當在平涼，時母傳傅沒於家，逾三年公弗及守制，既還乞終喪不許。九年甲子詔靖遠伯王公驥討麓川緬甸，西巡延綏寧夏莊涼甘肅等處，以公為佐，奏功凱旋，十四年己巳復詔靖遠伯將兵往麓川緬甸孟養等處征剿苗蠻，經畫一委於公，運籌決勝參贊惟勤，班師行賞；冬十月擢大理少卿，天順改元春三月陞兵部右侍郎，夏六月改南京禮部，秋八月改南京大理寺卿，時有冤獄休寧縣土豪孫志靜謀殺細民項仕和而奪其妻，事覺賄執獄者脫其罪，都察院送寺審錄，公疑而置之，及晚歸過太平堤忽一鵝止肩輿下，揮之弗去，公指謂鵝曰：「若有冤可隨我至門。」及至則鵝不見矣，公曰：「此非項仕和之冤耶？」翌日閱案果疑遂駁回，會都御史蕭公維禎差官往覈其事實，孫志靜謀也。成化乙酉冬十二月上疏乞骸得允，乃買舟東歸，琴書之外無餘物，公平生厚於待人，薄於奉己，惓惓以保民愛君為心，永嘉章恭毅公嘗題其墓，有「生既無慚，死亦何愧」之語，憶可謂名言也已。